# Bromóleo

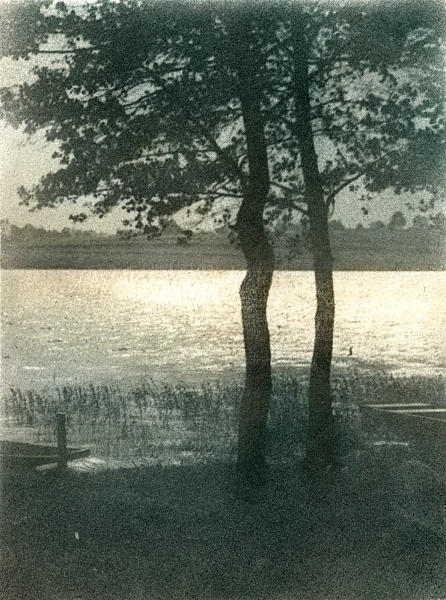
Bromóleo de Josef Jindřich Šechtl, en torno a 1920.

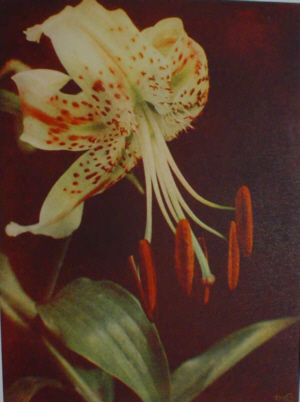
Lirio, bromóleo a cuatro tintas de F. Rontag, 1932.

El bromóleo es un antiguo procedimiento fotográfico considerado como impresión noble por los fotógrafos pictorialistas, siendo muy utilizado en la primera mitad del siglo XX. Consiste en blanquear una copia fotográfica de bromuro de plata e impregnarla después con pigmentos al óleo.

## Historia
Está basado en las impresiones al óleo que se emplearon en a mitad del siglo XIX; sin embargo uno de sus principales inconvenientes era que necesitaban negativos con las mismas dimensiones que la copia fotográfica final, ya que la impregnación del óleo era demasiado lenta para utilizar una ampliadora. En 1904 G.E.H. Rawlins publicó un artículo sobre este proceso en 1907 E.J. Wall describió de un modo teórico como se podrían obtener copias en bromuro de plata a partir de un negativo más pequeño y mediante un proceso de blanqueado y posterior tintado con óleo convertirlo en bromóleos. Poco después Charles Welborne Piper llevó a la práctica esta teoría y nació el proceso del bromóleo.
La suavidad del resultado y las cualidades pictóricas que se consiguen mediante este proceso hace que existan fotógrafos que continúen empleándolo.

## Proceso
Los grabados se hacen sobre un papel recubierto por una delgada capa de gelatina sensibilizada con sales de dicromato. La exposición a la luz por contacto con un negativo produce un endurecimiento de la gelatina dicromática proporcional a la cantidad de luz recibida. Después de la exposición el grabado se empapa en el agua y las partes que no se han endurecido absorberan más cantidad de agua que las endurecidas, por tanto tras secar el papel con una esponja, aunque manteniéndolo húmedo, se podrá aplicar una tinta litográfica con una base de óleo. Como consecuencia de que el aceite y el agua no se mezclan se obtiene como resultado una coloración de las partes expuestas y la creación de una imagen positiva. La aplicación de la tinta se suele hacer con brocha y requiere habilidad, además el grabado obtenido tiene carácter casi único al ser difícil una reproducción exacta del proceso.
En el caso de las fotos se realiza un proceso similar, se comienza con una exposición y revelado normal en un papel de bromuro de plata, luego se blanquea químicamente lo que producirá endurecimiento de la gelatina, de ese modo en el caso de los tonos más oscuros se endurecerá más. Al pasar con una brocha los pigmerntos al óleo estos serán repelidos en las zonas que han absorbido agua e impregnaran en mayor medida las zonas más secas.
Sin embargo, pueden existir efectos no deseados en la conservación de las copias si no se realiza adecuadamente el proceso. Así un lavado inadecuado de las sales de cromo puede llevar a la decoloración de las impresiones bajo la influencia de la luz a largo plazo. También el espesor irregular de la capa de gelatina puede, en condiciones desfavorables, dar lugar a tensiones en la capa pictórica y producirse daños. 
Esta técnica fue utilizada para producir impresiones en color en la década de 1930 antes de que se desarrollase la película de color. Un método habitual era hacer tres tomas idénticas en blanco y negro en algún tipo de película pancromática con filtros de color (azul, verde, rojo), los negativos obtenidos se revelaban y se obtenían copias en papel fotográfico de bromuro de plata, se blanqueaban y endurecían según se ha indicado. Sin embargo, la tinta que se aplicaba era amarillo sobre el negativo obtenido con filtro azul, rojo sobre el verde y azul sobre el rojo. Estos tres se superponían y se pasaba uno tras otro a través de una prensa de grabado. De este modo se obtenía una imagen en color sobre papel e incluso tela. El resultado es una imagen que recuerda al espectador a las pinturas al pastel, pero que, sin embargo, dispone del detalle y la nitidez de una fotografía.